# 沙洋西站
沙洋西站，位于湖北省荆门市沙洋县西南的十里铺镇光华村，距县城约40公里，由中国铁路武汉局集团管辖，是荆荆铁路上的一座铁路车站。车站已于2024年底随荆荆铁路的开通而投入使用。

## 概况
车站为2台4线配置（包含正线2股），设有基本站台和侧式站台各一座，车站站房面积3990平方米。沙洋县作为郭店楚简的出土地，站房设计以“荆风楚韵、简书之逸”为理念，结合坡顶、飞檐、高台等地方特色建筑元素，体现出沙洋地区的荆楚风韵。